# Straffan
Straffan (ou Teach Srafáin, Strafáin, An Cluanini en irlandais) est un village du comté de Kildare, en Irlande, situé sur les rives de la Liffey, à 25 km à l'amont de la capitale Dublin.
Straffan est le nom de la circonscription électorale qui se trouve dans la Celbridge Number 1 Rural Area et qui (en 2006) comptait 1 449 habitants.
Autrefois une paroisse distincte, Straffan fait aujourd'hui partie des paroisses de Celbridge (Église catholique romaine) et Celbridge et Newcastle (Église d'Irlande), dans les diocèses respectifs de Dublin.
En 2016, Straffan gagne la médaille d'argent au concours de l'Entente florale Europe, pour la qualité de son cadre de vie, dans la catégorie "Villages".
Straffan abrite le Kildare Country Club, communément appelé le K Club et ses deux parcours de golf de championnat où ont eu lieu de grands événements internationaux tels que l'Open européen (organisé chaque année entre 1995 et 2007) et le tournoi Ryder Cup entre l'Europe et les États-Unis en 2006.

## Le village actuel
Le village actuel se concentre principalement autour de deux carrefours où se situent respectivement une Église catholique romaine et une Église d'Irlande. Le développement du bâti a évolué travers la construction de manoirs (1880), de cottages de la commission foncière (1922-1939), des cottages du conseil local de Murray (1949) et de huit propriétés autour du village, Lodge Park (1970), Coarse Moor (1976), The Glebe (1985), Bawnogues (1996), The Beeches (2006), Straffan Gate (2006), Barton Grange (2007) et Straffan Manor (2014). Cela devrait s'accélérer dans les années à venir avec le développement de grands lotissements dont ceux au nord du village. Quatre extensions ont également été entreprises sur le terrain de golf du K Club, au cours de la période 2000–2004, Ryder Cup Village, the Courtyard, Churchfields et Ladycastle.
Une demande de planification a été déposée auprès du conseil du comté de Kildare (2007) pour installer une extension séparée au sud-ouest, à Turnings.

## Situation et élevage
Straffan est situé à un point particulièrement bas de la vallée, il est entouré de prairies inondables le long de la Liffey et de la rivière Morell. L'agriculture est importante pour l'économie locale.
Depuis le XVIIIe siècle, les agriculteurs de Straffan ont été d'éminents agriculteurs épris de progrès et figuraient en bonne place dans les concours lors d'événements organisés par la Royal Dublin Society. La station de recherche du département d'agriculture de l'University College de Dublin est située à proximité de Lyons Hill. Comme dans le reste du comté de Kildare, l'élevage et l'entraînement de chevaux de course sont une activité locale de premier plan. Dans les années 1920, le haras de Straffan Station était le principal haras d'élevage de chevaux du pays lorsqu'il appartenait à Edward "Cub" Kennedy.

## Démographie
Au recensement de 2016, le village comptait 853 habitants, soit près du double depuis le recensement de 2006 (439),.

## Toponymie
Le village porte le nom de saint Srafán dont le jour de fête dans le Martyrologe de Tallaght était le 23 mai. Straffan était également l'un des 300 sites irlandais à avoir sa propre légende de lieu dans  Dinnshenchas Érenn (Metrical (ed. Edward Gwynn 1924) iv, pp328–331). Il s'agissait d'un poème intitulé "Lumman Tige Srafain", sur un guerrier nommé Lumann qui possédait un magnifique bouclier et qui, selon le poème, mourut des suites de ses blessures à Tech Srafáin. Deux formes du nom citées dans le conte, « Tech Srafáin » et « Tige Srafáin », sont des formes de cas nominatif et génitif moyen irlandais. L'orthographe Strafáin est inhabituelle. « Straphan » ou « Straffan » est une forme anglicisée abrégée de l'original irlandais « Teach Srafáin » (le Str- initial est le développement habituel de l'irlandais Sr en anglais).
Le deuxième nom irlandais du village est Cluainíní ; cela fait référence au townland de Clownings, à l'est du village. C'était autrefois le site de la gare de Straffan et du bureau de poste, il a donc été utilisé à tort comme nom irlandais pour Straffan lui-même.
Dinnshenchas Érenn, probablement composé par Cináed Ua Hartacáin (décédé en 975), a également sélectionné la Cnoch Liamhna voisine pour être mentionnée comme l'une des "assemblées et lieux remarquables en Irlande », une indication de la force de la famille dirigeante locale, la branche Uí Dúnchada des Uí Dúnlainge qui a fourni dix rois du Leinster depuis leur base à proximité, Lyons Hill, entre 750 et 1050.
Sruthán (ruisseau) a été cité par erreur par Thomas O'Connor dans les Ordnance Survey Letters en 1837, et adopté comme la forme irlandaise de Straffan. Seosamh Laoide l'a utilisé dans sa liste de noms irlandais de bureaux de poste publiée dans Post-Sheanchas (1905).  An Sruthán  a gagné en popularité parmi les personnes impliquées dans le renouveau irlandais et a été promu comme nom dans les écoles locales. Des recherches récentes de Domhnall mac Giolla Easpaig le déclarent "complètement en contradiction avec les preuves écrites citées ci-dessus et avec la prononciation locale et semble n'être rien de plus qu'une explication" ad hoc "du nom par l'informateur d'O'Connor". Sruthán est le Struffaun anglicisé dans certaines parties du pays. On ne devrait pas s'attendre pas à le trouver rendu ainsi dans la région de Straffan."
Le bureau de poste du village, ouvert vers 1845, a été fermé en avril 1924. Un bureau séparé avait été ouvert à la gare de Straffan en mai 1872, adjacent à l'ancienne gare, à 2,5 km du village. Lors de l'adoption des noms de langue irlandaise par la poste irlandaise en 1922, le nom de Cluainíní a été choisi pour le bureau de la gare, il s'agit de la version irlandaise de Clownings, le townland dans lequel se trouvaient la poste et l'ancienne gare. Ce bureau a été fermé vers 1977, date à laquelle le bureau du village a été rouvert et le nom irlandais de Teach Srafáin a été adopté, ce nom apparaissant dans le Post Office Guide de 1982.

## Lieux d'intérêt
Straffan possède une église catholique et une église d'Irlande, un marchand de journaux, un boucher, deux pubs : le Straffan Inn et Friel's, un club de football gaélique, un club de football et une école primaire, Scoil Bhríde (bâtiment actuel construit en 1963).
Le patrimoine de la région se monte à cinquante sites d'intérêt archéologique et culturel dans la localité. Ils ont été identifiés et répertoriés pour la préservation par le conseil du comté de Kildare, allant d'un ancien fort de colline et d'une tour ronde à la porte Lych de 1913 au cimetière, adoptée comme symbole du village. Les attractions touristiques commerciales locales comprennent un musée de la machine à vapeur : le Steam Museum de Lodge Park.

### Bâtiments
La maison-tour voisine de Castledillon passa aux familles de Hereford et Rochford (1359) jusqu'à ce qu'elle aussi tombe en ruine - il ne reste plus que les fondations. Une maison-tour de la famille Wogan "dans la partie nord du townland de Richardstown" décrite comme "un bâtiment carré d'environ 60 pieds (18,288 m) de hauteur" par Thomas O'Conor en 1837 est maintenant réduite à un tas de pierres et mortier qui a manifestement été déplacé de son emplacement d'origine.[citation nécessaire]
Château de Barberstown (53° 19′ 21″ N, 6° 36′ 31″ O) a eu plus de chance. Son donjon crénelé est un point de repère important sur la route de Celbridge à Clane, 50 pieds (15,24 m) à sa plus grande hauteur avec des murs de quatre pieds et demi d'épaisseur, deux petites tours, un escalier de 53 marches et des preuves de dommages lors de la guerre de 1641. Construit à l'origine par Nicholas Barby au XIIIe siècle, il passa aux Penkistons au XIVe siècle, aux Suttons au XVe siècle, aux Gaynors qui construisirent la maison élisabéthaine au XVIe siècle, à Katherine Dillon et Lord Kingston au XVIIe siècle, Bartholomew Van Homrigh, au XVIIIe siècle et Hugh Barton qui a construit le toit du château et a ajouté la maison victorienne au XIXe siècle. C'est maintenant un hôtel et un lieu de mariage.
Lyons, château mentionné dans le Livre de Howth de 1332, lorsqu'il fut incendié par les O'Tooles, passé aux Tyrrell au XIIIe siècle, à la famille Aylmer en 1271 et à la famille Lawless, Barons Cloncurry en 1796 après quoi est construite la maison voisine, en grande partie reconstruite et rénovée par Valentine Lawless, le deuxième baron Cloncurry, de 1803 à 1810.
Lodge Park (53° 18′ 44″ N, 6° 35′ 52″ O.) a été conçu par Nathaniel Clements pour Hugh Henry, une maison palladienne remarquable pour ses quatre ailes. L'histoire était déjà courante au début XIXe siècle : lorsque Henry a épousé la fille du comte de Milltown, il lui a promis une façade aussi importante que celle de Russborough House.
Le townland connu dans le calendrier sous le nom de Surning, Twinings, Surnyng et éventuellement connu sous le nom de Turnings (53° 17′ 14″ N, 6° 37′ 16″ O) est passé aux mains de Thomas Hall (1406), William Preston (1508), Patrick Sarsfield (ancêtre de Patrick Sarsfield du siège de la renommée de Limerick) (1560 ), Theophilus Jones (1641) et finalement transmis à la famille Mills.
Straffan Lodge (53° 18′ 49″ N, 6° 36′ 53″ O), décrit par Samuel Lewis en 1837 comme "la résidence soignée de Mme Whitelaw" est connue pour sa salle à manger décorée de style Tudor avec des panneaux de chêne. Son aile de plain-pied a été ajoutée plus tard.

## Religion
Les sites ecclésiastiques locaux ont prospéré à différentes époques. La paroisse médiévale de Straffan se trouve à la frontière de l'archidiocèse catholique romain de Dublin (limites établies en 1111), au sud de la paroisse de Taghadoe (Teach Tua), délimité à l'ouest par Mainham, au sud par Bodenstown et Whitechurch, et à l'est par Killadoon et Castledillon. Les sources ecclésiastiques font référence au registre de Straphan de l'hôpital Saint-Jean-Baptiste (1245), au calendrier des rôles de justicier (1306) et à la visite royale (1530) qui décrit Straffan comme «une église du doyenné de Saltu Salmonis». En 1541, Straffan s'unit à Castledillon, Donacumper et Kildrought.

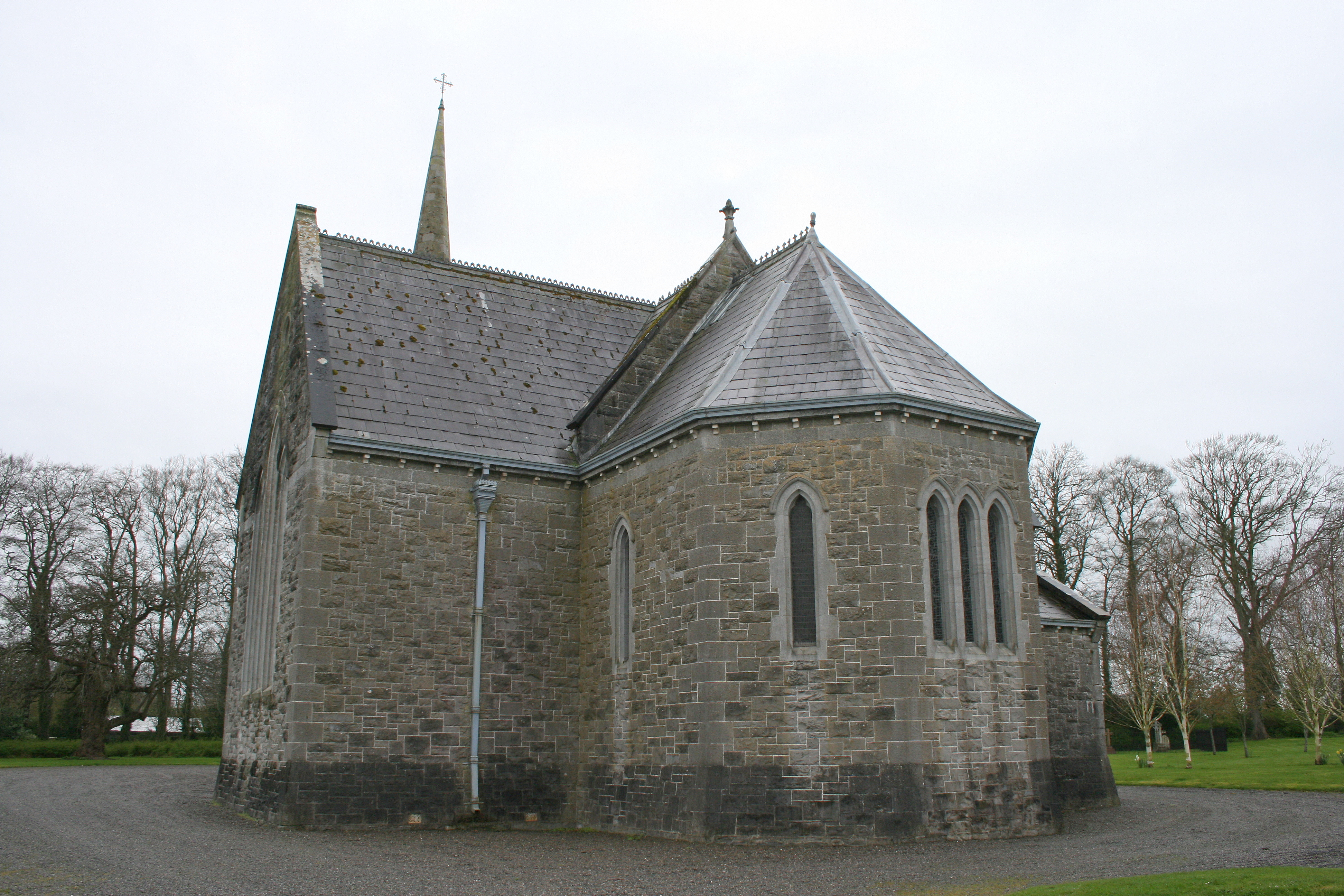
L'église de Straffan (Église d'Irlande).

Le dernier curé catholique de Castledillon mourut en 1707, après quoi la paroisse fut réunie à Straffan. La paroisse de Straffan est maintenant jointe à Celbridge.
L'église paroissiale en ruine de Straffan (Église Saint-Patrick) dans le cimetière au centre du village peut être datée du XVe siècle en raison de sa cloche et de ses quartiers d'habitation défensifs sur le bâtiment principal à la manière de Oughter Ard et d'autres églises locales. L'église paroissiale de Straffan, de l'Église d'Irlande (1833), possède des vitraux d'Alfred Child et Catherine O'Brien ainsi que plusieurs monuments à la famille Barton. Elle a été calquée sur les églises de France.
L'église de Brigid, à Straffan, église catholique reconstruite en 1987, a également été utilisée par l'école nationale jusqu'en 1963. Elle fait partie de la fière tradition œcuménique de Straffan : la communauté catholique a utilisé l'Église d'Irlande pendant que sa propre église était en reconstruction.
Un puits et une chapelle au toit de pierre à Ardrass (restaurée en 1898) sont associés à St Patrick. La colline a été un lieu de pèlerinage jusqu'au XIXe siècle.
Castledillon, situé sur la rive sud de la Liffey en face de Straffan, est un ancien site monastique à part entière fondé par Iollathan du désert (fête répertoriée  le 2 février dans le Martyrologe de Tallaght) avec une généalogie qui indique une parenté étroite avec les Uí Dúnlainge, rois de Leinster. En 1294, l'église de Tristeyldelane était décrite comme "ne méritant pas les services d'aumôniers" dans le Calendrier des actes de l'Église du Christ. Le site est aujourd'hui identifié par un amas de pierres et une pierre tombale, érigées en 1758 au nom de la famille Spellissy.
La pierre de Castledillon Friars, probablement érigée pour un abbé du XVe siècle de Saint-Wolstan (à quatre milles à l'est), est restée sur le site jusqu'à ce qu'elle soit transférée au centre d'accueil de la ville de Kildare.

## Transport

### L'accident ferroviaire de Straffan
Straffan fut le théâtre d'un accident de chemin de fer le 5 octobre 1853 au cours duquel 18 personnes moururent dont quatre enfants. Dans un épais brouillard, un train de marchandises a heurté l'arrière d'un train de voyageurs en panne à environ 900 mètres au sud de la gare de Straffan. Le train de marchandises a brisé le wagon de première classe, qui a parcouru un quart de mile à travers la gare. La tragédie a fait l'objet d'un poème du poète William Allingham né dans le Donegal. C'était le troisième pire accident de l'histoire du rail à cette date.
La gare de Straffan a été utilisée pour la dernière fois pour des services réguliers en 1947 ; le dernier train spécial s'est arrêté à Straffan en 1963. La gare de Straffan a ouvert le 1er août 1848 et a définitivement fermé le 10 novembre 1947.

### Musée de la vapeur de Straffan
Le Straffan Steam Museum est installé dans une église, il se trouvait autrefois dans les ateliers d'Inchicore, à Dublin.
Le musée abrite une collection de locomotives à vapeur, des moteurs à vapeur utilisés pour la propulsion industrielle, un moteur de pompage utilisé dans la distillerie Jameson à Dublin et un grand moteur à faisceau, de 1847, venant de la brasserie Smithwick, à Kilkenny .
Le musée est ouvert aux visiteurs à partir de certains jours de l'été.[citation nécessaire]

## Histoire
La région a été ravagée lors des guerres de 1641–1642. Les Lords of the Pale s'allièrent à Rory O'More en 1642 : Nicholas Wogan de Rathcoffey (membre du Conseil de guerre), Andrew Aylmer de Donadea, Nicholas Sutton de Barberstown, John Gaydon de lrishtown (dont le domaine comprenait l'actuel Straffan), Garret Sutton de Richardstown et James Eustace de Clongowes. En 1641, le château de Lyons fut pris et saccagé sur les ordres des nouveaux LJ William Parsons et John Borlase, deux châteaux appartenant à Edward Tipper de Tipperstown furent incendiés.
Lorsque James Butler, 12e comte d'Ormond entra dans Kildare en 1642, il brûla Lyons, Newcastle et Oughterard le 1er février 1642.
Le général George Monck débarqua à Dublin en février 1642 pour les parlementaires et campa à Straffan (le champ de chevaux à Ardrass est nommé comme son camp). Rathcoffey fut assiégé et pris par Monck en juin 1642, 70 soldats de la garnison furent faits prisonniers et exécutés plus tard à Dublin. Pendant la campagne, le comté de Kildare a été brûlé "sur 17 milles (27,358848 km) de longueur et 25 de largeur". Le recensement de William Petty de 1659 a enregistré "Barbiestowne" avec 36 habitants et Straffan avec 23 habitants, les noms de famille Byrne, Kelly, Doyle, Malone et Murphy ont été relevés.
Selon les dépositions prises après la bataille d'Ovidstown, un groupe de 1 798 rebelles s'est réuni à Straffan Bridge, dont Patrick O'Connor "un avocat de Straffan", et a passé quelque temps dans les écuries de Straffan Lodge (18 juin). En 1803, les hommes de Straffan marchèrent vers Dublin pour rejoindre la rébellion d'Emmet, tandis que le pub de Barney Daly à Baronrath servait de lieu de rendez-vous.
Le propriétaire foncier local Valentine Lawless, plus tard le deuxième baron Cloncurry, a été allié aux Irlandais unis par James O'Coigly. Il a été élu colonel de United Irishmen à Kildare, a été le dernier propriétaire de 'The Press' (journal United Irish) puis est devenu l'organisateur d'United Irish à Londres jusqu'à son arrestation et sa détention à la Tour de Londres. Il était également lié à Robert Emmet et selon le biographe d'Emmet, Ruan O'Donnell a fourni un lien entre 1798 et 1803, attendant à Paris le succès de la rébellion. Il devait être membre du gouvernement d'Emmet. O'Donnell décrit comme "malhonnête" le récit de Lawless de 1857 sur la façon dont il avait supplié Emmet de ne pas retourner à Dublin. La famille Sammon de Straffan et la famille Pitts de Bishopscourt ont été répertoriées parmi les rebelles.
Le 22 janvier 1812, 100 personnes se sont rassemblées la nuit avec des charrettes dans le but de récupérer le foin qui avait été saisi en guise de loyer. Menant à une confrontation au cours de laquelle Patrick King a été abattu. À la suite de l'incident, une demande a été faite pour que l'armée de Celbridge soit renforcée. Finalement, en 1871, une caserne néo-gothique du RIC fut construite dans le village avec des tourelles à canon distinctives conçues pour repousser les envahisseurs Fenians. La caserne fut libérée et passa dans des mains privées en mars 1905.

### Guerre d'indépendance et troubles
Une section de la National League a été créée le 24 septembre 1887 pour Celbridge et Straffan. Bertram H. Barton était membre du parti unioniste et instigateur d'une accusation de sédition contre le directeur de l'école Ardclough en 1917. À Straffan les victimes de la Grande Guerre furent James Cash (décédé le 27 mai 1918), D.A. Carden (4 septembre 1915), Thomas Goucher (22 janvier 1918), Ronald B.C. Kennedy (décédé de maladie le 18 août 1917), G Kinahan (14 octobre 1916), William Lawless (15 septembre 1917) et Peter McLeish (21 janvier 1918). Francis Salmon fut une victime civile lors de l'Easter Rising de 1916.
Une section des Irish National Volunteers a été formée à Straffan en 1914. Le St Anne's Brass Band d'Ardclough a joué à la commémoration de Bodenstown en 1914 au cours de laquelle Thomas Clarke a pris la parole. En février 1917, une compagnie fut réformée à Straffan et une branche du Sinn Féin créée en 1918. Des volontaires prévoyaient de bombarder le pont de Straffan mais le plan avorta. Les fils téléphoniques ont été détruits à Bishopscourt et des volontaires de Straffan ont pris part à l'embuscade de Stacumny le 5 juillet 1921. Parmi les volontaires locaux figuraient John Logie, Tom Cornelia, James Travers et John McSweeney. Pendant la guerre civile, la ferme de Barnewall près de la 13e écluse à Lyon était le quartier général de la brigade de North Kildare pour l'IRA anti-traité.[citation nécessaire]
Le 22 juin 1975, un local, Christopher Phelan, a été poignardé à mort alors qu'il retardait une tentative de faire dérailler un train passant sur la ligne ferroviaire principale de Dublin à Cork par des paramilitaires loyalistes près du pont de Baronrath. Ils voulaient faire dérailler un train de républicains allant à Bodenstown. Son intervention a sauvé la vie de 200 personnes dans le train en retardant l'explosion de la bombe qui a creusé un trou de près de 10 m dans la voie.[citation nécessaire]
Le 31 mars 1976, le plus important hold-up de train de l'histoire irlandaise a eu lieu à Wheatfield. Huit hommes en vestes fluorescentes ont utilisé des signaux d'urgence pour arrêter le train postal reliant Cork à Dublin et se sont échappés avec 600 000 £ en petites coupures. L'incident a produit une célèbre affaire d'erreur judiciaire, connue à tort sous le nom de Sallins Train Robbery, après l'ouverture de la gare la plus proche, lorsque trois hommes ont été condamnés à tort pour le vol.[citation nécessaire]

### Straffan Estate et ses propriétaires
En 1171, Trachstraphli fut accordé à Maurice Fitzgerald par Richard de Clare, 2e comte de Pembroke (Strongbow).
Dans les années 1185 -1189, Gerald Fitzgerald a reçu "Trachstraphli" d'après le Livre rouge des comtes de Kildare (G. MacNiocaill, éd., Dublin, 1964). En 1288, Sir John Fannyn a transmis Straffan et Ballespaddagh (Irishtown) à Richard Le Penkiston sur un acte attesté par Richard de la Salle, John Posswick et Nicholas Barby, qui ont chacun donné leur nom aux townlands environnants, Sealstown (de la Salle), Possextown (Posswick) et Barberstown (Barby). En 1473, Suttons détenait la terre en tant que locataire et la propriété passa à John Gaydon (1490), Thomas Boules (1653), Richard Talbot (1679), John White (1691), Robert Delap (1717). Le banquier de Dublin, Hugh Henry, a acheté la maison pour 2 200 £ en 1731.

### La famille Henry

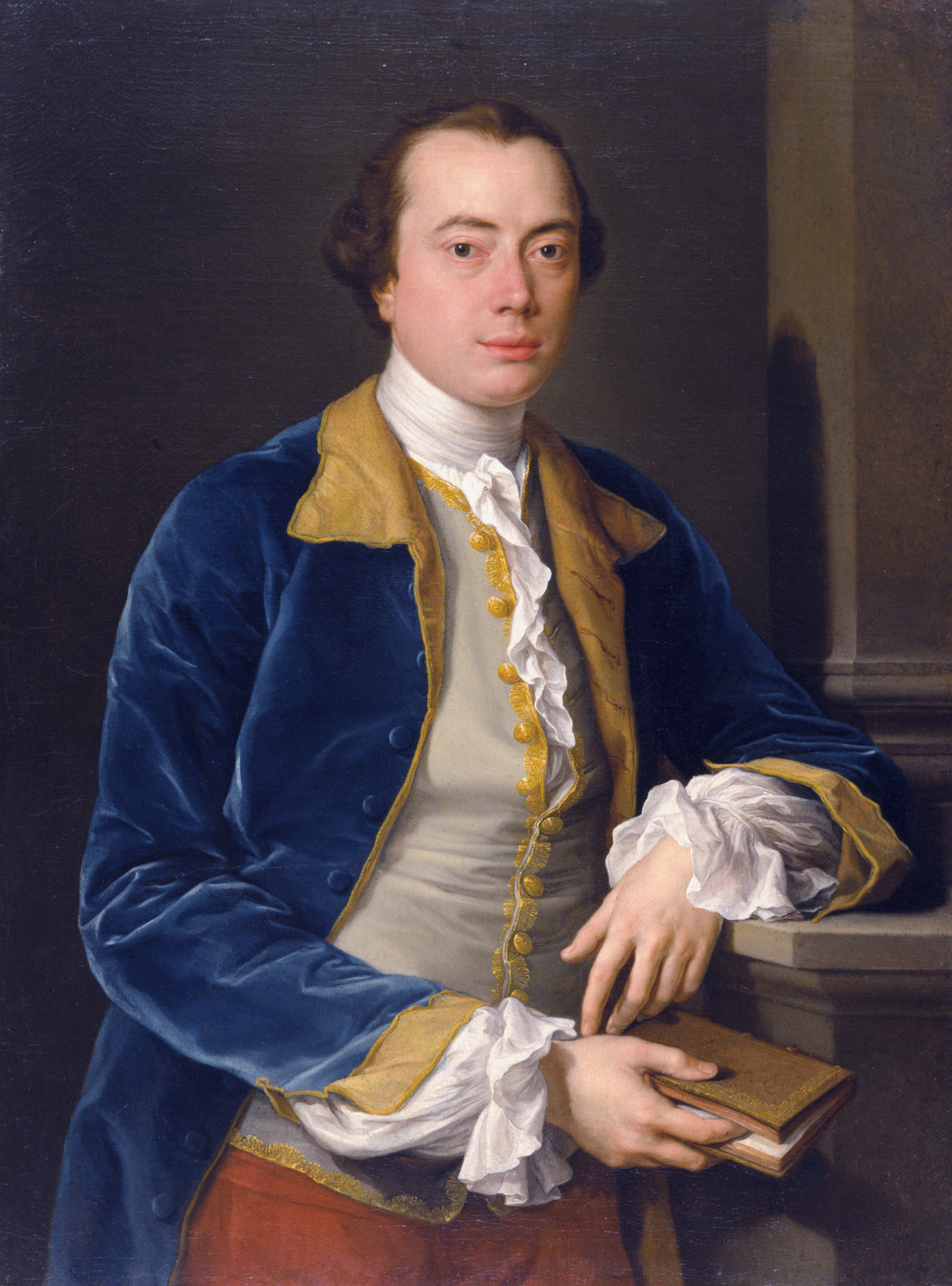
Joseph Henry de Straffan (Pompeo Batoni, ca. 1750–1755)

Hugh Henry, député de Limavady en 1713 et d'Antrim en 1727–1743, a construit une maison qui ressemblait à Oakley Park à Celbridge. Un autre Hugh Henry (un neveu) a construit Lodge Park en 1775. Son fils Joseph Henry s'est inscrit au Trinity College à 13 ans, a hérité de la maison en 1749 puis est devenu député de Longford de 1761 à 1768. Joseph Henry est représenté dans de nombreuses caricatures peintes par William Hogarth et exposées à la Galerie nationale d'Irlande. Son fils John Joseph Henry a donné le terrain pour la construction de l'église catholique de Straffan en 1787. À la demande de Valentine Lawless, Henry a souscrit 500 £ pour la défense du prêtre rebelle d'Armagh James O'Coigly. En 1801, il épousa Lady Emily Fitzgerald, fille du duc de Leinster. Selon un commentateur de l'époque "en raison de son extravagance envers l'un des roturiers les plus riches d'Irlande, il est devenu si embarrassé qu'il a été obligé de vendre Straffan et de vivre à l'étranger. Entre autres choses stupides, il a construit un passage souterrain de Straffan House aux écuries. ." Une conception de Benjamin Hallam pour l'extension proposée à la maison de 1808 survit, mais la maison a accidentellement brûlé et la famille Henry s'est installée en France.

### La famille Barton
Hugh Barton, de la société viticole Barton and Guestier, a acheté le domaine Straffan et a construit une nouvelle maison, le K Club (Straffan House) (1828-1832, conçue par Frederick Darley ), légèrement en aval de la maison incendiée des Henry. Vingt ans plus tard, un grenier et un toit mansardé ont été ajoutés, les cheminées ont été surélevées et embellies à la française. Une tour campanile de style italien avec girouette dorée a été ajoutée plus tard. La maison rénovée était inspirée d'un château à Louveciennes.
Hugh Barton (1766–1854) fut à son tour remplacé par Nathaniel Barton (1799–1867), Hugh Lyndoch Barton (1824–1899), Bertram Francis Barton (1830–1904), Bertram Hugh Barton (1858–1927) et le Capitaine Frederick (Derick) Barton (1900–1993). Les cinq premières générations de Barton possédaient à la fois le domaine de Straffan et le vignoble familial de 37 hectares à St Julien près de la Gironde au nord de Bordeaux, producteurs de Château Léoville Barton et Château Langoa Barton. À sa mort, Bertram Barton lègue le domaine de Straffan à son fils aîné Derrick et le domaine bordelais à son deuxième fils Ronald Barton. Anthony Barton a déménagé à St Julien en 1951 et a repris le vignoble à la mort de Ronald en 1986. La dynastie Barton est considérée comme la plus longue période de propriété familiale de tous les vignobles de Bordeaux.

## LeK Club
À la mort de Bertram Barton dans un accident de chasse en 1927, l'ampleur des pertes sur le domaine, 4 000 £ par an, devint préoccupante. Le personnel de 50 employés à l'extérieur et 16 à l'intérieur était insoutenable. Derrick Barton a licencié la plupart du personnel et démoli une partie de la maison avant de vendre l'habitation et le domaine pour 15 000 £ au fabricant de motos John Ellis en 1949. Derrick Barton a déménagé à Straffan Glebe House (53° 18′ 51″ N, 6° 36′ 45″ O). Les cinq derniers propriétaires privés de Straffan House se sont succédé rapidement : importateur de voitures Stephen O'Flaherty (1960), producteur de films Kevin McClory (1973), fondateur de l'armée de l'air iranienne et ministre du gouvernement du Shah Nadar Djhanbani (1977, peu de temps avant la chute du gouvernement du Shah et son exécution), le promoteur Patrick Gallagher (1979) et le magnat de l'immobilier Alan Ferguson (1981) qui a investi 6 millions de livres sterling dans Straffan House mais n'y a jamais vécu.[citation nécessaire]
L'entrepreneur Michael Smurfit cherchait un domaine approprié pour le développer en tant que country club et, en 1988, Straffan House a été vendu pour 7 millions de livres sterling à la société Jefferson Smurfit pour être utilisé comme terrain de golf et hôtel. 35 millions de livres supplémentaires ont été dépensés pour développer la maison en hôtel dans le cadre d'un programme négocié avec le gouvernement pour créer 200 emplois en échange d'allégements fiscaux pour les investisseurs. En 1991, Straffan House a été ouvert en tant qu'hôtel de 31 chambres.[citation nécessaire]
Straffan a présenté sa première candidature pour accueillir la Ryder Cup en 1988, avant même que le parcours ne soit construit, pour l'événement de 1993. En 1990, le parcours nord, conçu par Arnold Palmer, a été achevé. Straffan a organisé la coupe PGA en 1991 et le championnat professionnel irlandais en 1992. À la suite d'un formulaire d'offre de parrainage d'un million de livres sterling Smurfit Kappa, l' Open d'Europe a déménagé sa rencontre annuelle à Straffan en 1995. En 1999, la candidature de Straffan pour la Ryder Cup a finalement été acceptée par la PGA européenne. Le tournoi a eu lieu en septembre 2006. Le parcours sud a été achevé en 2003 et utilisé pour l'Open d'Europe de 2004.[citation nécessaire]
En 2002, Madison Dearborm a repris Smurfit Kappa et s'est séparé du K Club. Michael Smurfit a acheté l'hôtel et le domaine. Il a acquis 80 acres (323 748,5136 m2) supplémentaires de l'autre côté de la rivière pour 115 millions d'euros en 2004, avec le soutien du promoteur immobilier Gerry Gannon. Pour financer cet agrandissement, 81 logements ont été construits sur le parcours et vendus 2,5 M€ chacun. Michael Smurfit a acheté la participation de 49 % de Gannon dans le K Club pour 40 millions d'euros en 2012 via la National Asset Management Agency après que les actifs de Gannon eurent été portés à l'attention de la National Asset Management Agency à la suite de l'implication de Gannon dans la « controverse sur les prêts cachés de l'Anglo Irish Bank ».[citation nécessaire]

## Sports
La région est réputée pour l'élevage et l'entraînement des chevaux. The Tetrarch, élevé par Edward "Cub" Kennedy, né en 1911, n'a jamais concouru à l'âge de trois ans mais on se souvient encore de lui comme l'un des meilleurs poulains de deux ans de tous les temps.[citation nécessaire]
Le gagnant des St. Leger Stakes en 1993, Bob's Return, a été élevé au haras Baronrath à Straffan.
Le sportif local Christopher Barton a remporté une médaille d'argent olympique en 1948 dans le cadre d'un tout-Cambridge en huit de couple qui a représenté la Grande-Bretagne aux Jeux Olympiques . Son père Derrick Barton était membre de l'équipe britannique de pentathlon moderne, septième de l'épreuve par équipe aux Jeux olympiques de 1924.[citation nécessaire].
Un autre résident de Straffan, David Ritchie, a aménagé le premier parcours de golf d'Irlande dans le Curragh en 1852.[citation nécessaire]
Des équipes de cricket évoluaient à Straffan et à Bishopscourt en 1880.
Straffan AFC, un club de football (soccer), a été fondé en 1978 et jouait à Whitechurch à Straffan. En 1979, le club atteint la demi-finale de la Coupe des comtés mais est battu et rejoint la section de Dublin en Leinster Junior League en 1981. Le club a remporté son premier titre de champion en 1981-1982.[citation nécessaire]
Le club Straffan GAA a été cité en 1934 comme le "berceau du GAA à Straffan".[citation nécessaire] 
JL Carews a joué contre Sallins lors de leur premier match, le 15 février 1885, le jour où les premières règles du football gaélique de Maurice Davin étaient approuvées par le Conseil central de la GAA à Cork.
Le club a remporté le championnat intermédiaire de 1966 et a été promu en championnat seniors de Kildare de 1967 à 1979.[citation nécessaire] 
Au cours de cette période, Tommy Walsh (footballeur de Kildare) a joué en seniors pour Kildare après avoir remporté une médaille du championnat d'All-Ireland Under 21, en 1965.
En 2009, Straffan a remporté le championnat de football junior. Le village a maintenant deux équipes en compétition dans les ligues de football seniors, en division 2 et en division 4 Kildare, il se situe en milieu de tableau du championnat.[citation nécessaire]
La Liffey Descent Canoe Race (première édition en 1960) commence chaque année à Straffan et descend la  Liffey, 27 km vers l'aval, jusqu'à Islandbridge.